# アフメト1世
アフメト1世（Ahmed I, 1590年4月18日 - 1617年11月22日）は、オスマン帝国の第14代皇帝（在位：1603年12月22日 - 1617年11月22日）。第13代皇帝・メフメト3世の子でムスタファ1世の兄。母はハンダン・スルタン。子はメフメトにオスマン2世、ムラト4世、イブラヒム、シェフザーデ・バヤズィト、シェフザーデ・スレイマン、シェフザーデ・カースムなどがいる。

## 生涯

### 即位前
1590年、アフメトはマニサで生まれた。彼が生まれた時、父のメフメトはまだ王子で、マニサの知事だった。彼が生まれる前にマフムトという兄がいたが、マフムトは1603年にメフメト3世によって殺された。

### 即位
1603年、38歳で崩御した父帝の後を継ぎ13歳で皇帝に即位した。これは、これまでの歴代スルタンの中でメフメト2世の1度目の即位についで、最も若い即位だった。また、初めて地方の太守を経験せずに即位したスルタンである。アフメト1世の若すぎる即位は、メフメト3世が長子マフムトを処刑したことと、メフメト3世自身が若くして急死したことに由来する。外国語に堪能で、詩作を好み、剣術（フェンシング）や乗馬の名手であった。また温厚な人柄の持ち主で、弟ムスタファ（後に精神病を発症）の処刑に反対を主張し、ハレム内の「黄金の鳥籠」と呼ばれる皇帝に即位できなかった皇子達の監禁所へ幽閉するに留めた。以後、継承ルールは明確に定まらないものの、父から子ではなく、オスマン家の年長者が継承するケースが増えていく。
彼の即位は若すぎたので、母のハンダン・スルタンが政務を取り仕切った。このため、アフメトは母の影響を受けて非常に信仰心があるスルタンとして知られており、スルタンアフメト・モスクを建てたのもそのためだと言われている。

### ハンガリーとコーカサスの戦線
彼が即位した時、帝国は東西両方で戦争を続けており、ハンガリーとの長期戦争では、状況が逆転し、トランシルヴァニア、ワラキア、モルドバでは、反ハプスブルクの反乱が起き、トランシルヴァニアで傀儡のボチカイ・イシュトヴァーンを君公に選出した。また、オスマン側は、大宰相のソコルルザーデ・ララ・メフメト・パシャの元、1604年にペスト、ヴァークを奪還した。1605年の8月にエステルゴム城塞を包囲し10月に陥落させた。そして、1606年に、大宰相のクユジュ・ムラト・パシャによって、干渉地帯のジトヴァ川で、ジトヴァ・トロク条約が成立した。その内容は、互いに王とよばずに皇帝と呼ぶこと(第2条)、平和を守ること(第4条)、侵略をやめること(第5条)、神聖ローマ皇帝が20万フォリントをイスタンブールに届けること、エステルゴムとカニジャの城塞はオスマン側に、コマロムの城塞はハプスブルク側が領有すること、などだった。また、ハプスブルク家の君主をカイザーと認めたことは、画期的であり、コンスタンティノープル陥落以来、スルタンが唯一の称号として皇帝を名乗っていた。次にスルタンが皇帝として認めたのは、1774年のキュチュク・カイナルジ条約の時であった。
ジェラーリーの反乱に対しては、クユジュ・ムラト・パシャ率いる政府軍が討伐にあたり、徹底した強硬な対応により、1608年までに反乱を鎮圧した。クユジュ・ムラト・パシャは1611年に亡くなったため、後任にナスフ・パシャが就任した。ジェラーリーの反乱の後、集権化を進めるためにアナトリアのラマザン侯国は廃止された。ラマザン侯国は1516年にセリム1世に征服されたがそのあと90年にわたってラマザンのベグは旧来の統治体制で治めていた。
その一方で東方ではサファヴィー朝の反撃により1607年までにムラト3世の時に獲得した今のアゼルバイジャンの地域などのコーカサスの領土を失った。オスマン帝国軍は失地を回復すべく、ユスフ・シナン・パシャの指揮のもと、ナフチバンを経由してエレバンを占領し、そこで冬を過ごした。その後タブリーズを取り戻すべくアッバース1世と戦うが、敗れてしまった。オスマン側はサファヴィー朝に十分に対抗できないと考え、1612年に大宰相ナスフ・パシャによって、ナスフ・パシャ条約を締結した。条約の内容は、サファヴィー朝がオスマン側に絹200ラクダを送ること、国境を1555年のアマスィヤの講話のものにすること、だった。
1612年、カピチュレーションをオランダに与えた。また、ジェノヴァ、ラグサ、アンコーナ、フィレンツェ、スペインの商人たちもフランスの旗のもとに貿易できるようにした。
サファヴィー朝との和平を締結したナスフ・パシャは1614年にアフメト1世によって処刑され、次の大宰相にオキュズ・メフメト・パシャが就任した。
1615年、サファヴィー朝がかつてナスフ・パシャ条約に定められていた絹200ラクダを送らなかったため、オキュズ・メフメト・パシャはペルシャ遠征の準備をし、1616年にエレバンへ侵攻したが、これに失敗し、大宰相を解任させられた。変わって大宰相に就任したダマト・ハリル・パシャは冬にガンジャ、ジュルファ、ナフチバンを攻撃した。

### 晩年
スルタンアフメト・モスク（ブルーモスク）を建造させた。
アフメト1世の崩御の直前の1617年9月にイスケンデル・パシャのもと、ポーランドとブシャの和約(peace of busza)を締結した。この条約は、ポーランドがトランシルヴァニア、ワラキア、モルドバへの干渉をやめること、ポーランドの配下のコサックによる攻撃をやめることだった。その見返りにオスマン側は配下のタタール人によるポーランド側への襲撃をやめることとなった。しかしその後もコサックとタタール人が互いに国境地帯を襲撃し続けてたため、条約は無視された。これにより後にツェツォラの戦い (1620年)で衝突し、オスマン・ポーランド戦争(1620-1621)へと発展することになった。
1617年、チフスが原因となり27歳で崩御。後をムスタファ1世が継いだ。

## 家族
妻
- マフフィルズ・ハトゥン
- ファトマ・ハトゥン
- キョセム・スルタン

息子
- オスマン2世 (1604 - 1622)
- シェフザーデ・メフメト (1605 - 1621)
- ムラト4世 (1612 - 1640)
- バヤズィト (1612 - 1635)
- スレイマン (1613 - 1635)
- セリム (1613 - 1635)
- ヒュセイン (1614 - 1622)
- カースム (1614 - 1638)
- イブラヒム (1615 - 1648)

娘
- アイシェ・スルタン　(? - 1657)
- ファトマ・スルタン (1606 - 1670)
- ハンザーデ・スルタン (1607 - 1650)
- ゲヴヘルハン・スルタン (1608 - 1660)
- アティケ・スルタン (1613 - 1674)